# Koichi Hirono
Koichi Hirono (広野 耕一 Hirono Kōichi?, nacido el 16 de abril de 1980 en Kitakatsuragi, Nara) es un exfutbolista japonés. Jugaba de guardameta y su último club fue el Nagoya Grampus de Japón.

## Trayectoria

### Clubes
| Club           | País  | Año         |
| -------------- | ----- | ----------- |
| Takada FC      | Japón | 2003        |
| Nagoya Grampus | Japón | 2003 - 2009 |
| Yokohama FC    | Japón | 2006        |